# Javorník

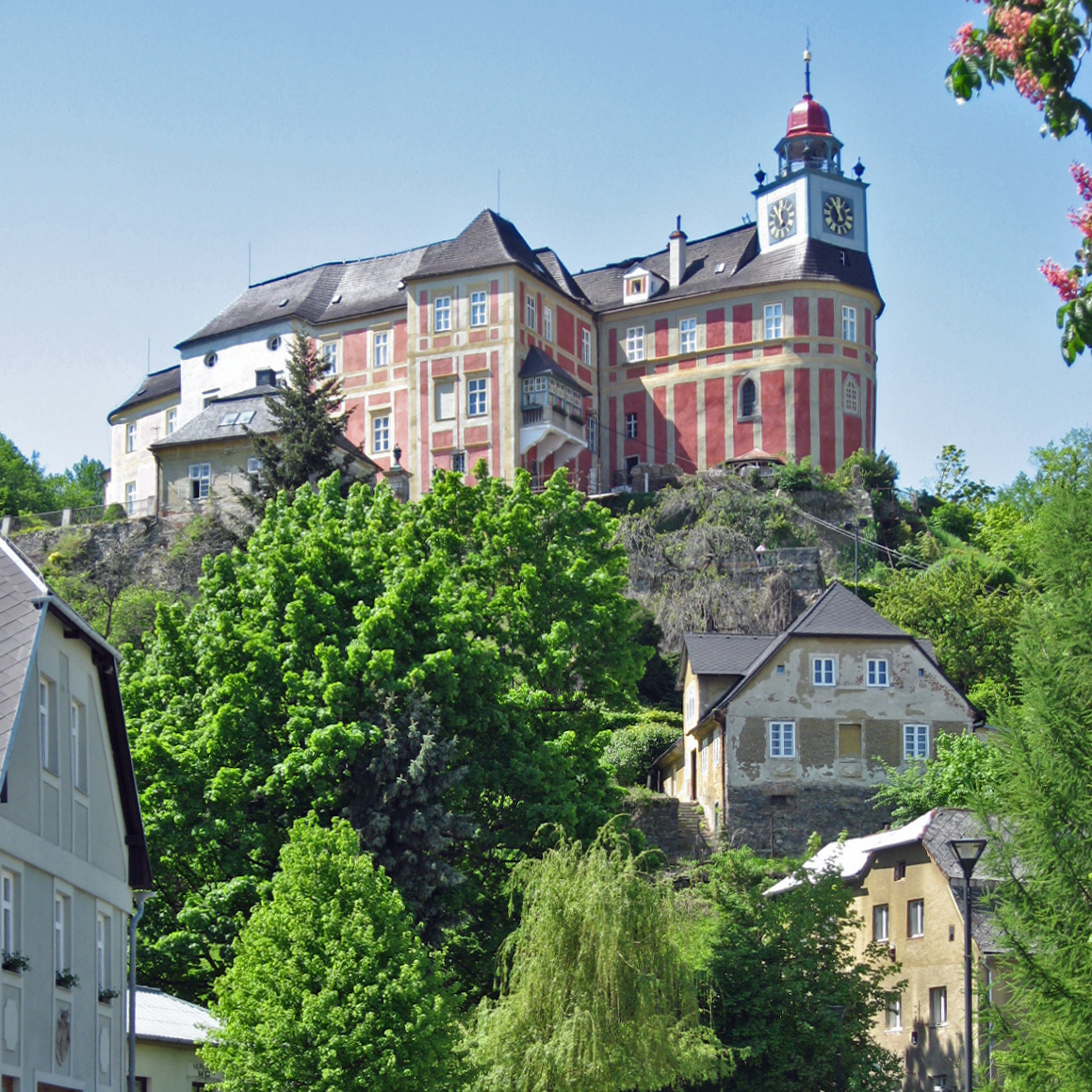
Schloss Johannesberg, ehemalige Residenz der Fürstbischöfe von Breslau

Javorník (deutsch Jauernig, vormals auch Johannisberg) ist eine Stadt im Okres Jeseník in Tschechien.

## Geographische Lage
Javorník liegt 24 Kilometer nordwestlich von Jeseník (Freiwaldau) am Javornický potok (Jauernigbach) am Fuße des Reichensteiner Gebirges, unmittelbar an der Staatsgrenze zu Polen. Historisch grenzte sie im Osten an die bis 1763 böhmische Grafschaft Glatz.

## Geschichte
Die Gründung der Stadt, deren Ortsname sich von „Jawor“ (slawisch für Ahorn) ableitet, erfolgte vermutlich im Zusammenhang mit der Errichtung einer gotischen Burg, die 1428 von den Hussiten erobert wurde. Seit Ende des 13. Jahrhunderts gehörte Jauernig zum Fürstentum Neisse, das ein Territorium des Bistums Breslau war, in dem die Fürstbischöfe sowohl die geistliche als auch die weltliche Macht ausübten. Die Siedlung, die zum „Dorf Jauernig“ (Ves Javorník) gehörte, wurde als Markt bezeichnet. 1373 erhob Fürstbischof Preczlaw von Pogarell Jauernig zur Stadt.
Unter Fürstbischof Johannes V. Thurzo erfolgte zu Beginn des 16. Jahrhunderts der Umbau der Burg zu einem Schloss, das nach dem Begründer Johannesberg genannt wurde. Außerdem wurde der Silber- und Eisenerz-Bergbau aufgenommen. Die Siedlung wurde vom Dorf Jauernig abgetrennt und erhielt das Aussehen eines Bergbauortes mit Hütte und Hammerwerk. Die erste Schule ist für das Jahr 1549 belegt. 1576 nahm die Stadt durch einen Brand großen Schaden. Viel zu erleiden hatte Jauernig im Dreißigjährigen Krieg, als es von durchziehenden Truppen mehrmals geplündert wurde. 1725–1726 wurde das Stadtbild durch den Neubau der Kirche, des Pfarrhauses, der Schule und des Rathauses neu gestaltet.
Bei der Teilung Schlesiens infolge des Ersten Schlesischen Krieges 1742 verblieb Jauernig bei Österreich und wurde dadurch Grenzort zu Preußen. 1748 wurde es unter Fürstbischof Philipp Gotthard von Schaffgotsch Sitz der Direktion des Dominikalguts des Bistums Breslau für die gesamte Region Freiwaldau. Zudem entwickelte es sich zu einem musikalischen und kulturellen Zentrum und wurde Sitz der Landesregierung für den österreichischen Teil des Fürstentums Neisse-Grottkau, das 1810 als Folge der Säkularisation durch Preußen aufgelöst werden musste. Nach mehreren Stadtbränden wurde Jauernig in der ersten Hälfte des 19. Jahrhunderts im Empirestil wieder aufgebaut. Durch den erst 1897 erfolgen Bahnanschluss verzögerte sich die Industrialisierung.
Ende des 19. Jahrhunderts gehörte Jauernig zur Bezirkshauptmannschaft Freiwaldau und war Sitz eines Bezirksgerichtes. In der Stadt lebten 1880 2292 Einwohner, das Dorf Jauernig hatte 1070 Einwohner. Am 1. Dezember 1930 hatte die Stadt Jauernig 3067 Einwohner, am 17. Mai 1939 waren es 2941 und am 22. Mai 1947 1678 Bewohner. Im 20. Jahrhundert erhielt Jauernig eine Eisenbahnverbindung nach Freiwaldau, an die in Haugsdorf eine Abzweigung nach Neisse anschloss. Außer der bekannten Brauerei siedelten sich auch einige kleinere Betriebe an. Nach dem Münchner Abkommen wurde Jauernig 1938 dem Deutschen Reich zugeschlagen und gehörte zum neu geschaffenen zum Landkreis Freiwaldau.
Nach dem Zweiten Weltkrieg wurde für die deutsche Bevölkerung der Umgebung in Jauernig Internierungslager eingerichtet. Ein ehemaliges Lager des Reichsarbeitsdienstes diente als Männerlager, während die Frauen auf dem Schloss Johannesberg interniert waren, bis ihre Vertreibung nach Deutschland erfolgte. Die Güter der Bischöfe von Breslau wurden 1948 durch den tschechoslowakischen Staat konfisziert und enteignet.

## Bürgermeister
- 1914 bis 1920 Alois Rösner
- 1921 bis 1934 Raimund Pesch
- 1934 bis 1939 Josef Reinold
- 2006 bis 2010 Jiří Jura

## Gemeindegliederung
Die Stadt Javorník besteht aus den Ortsteilen:
- Bílý Potok (Weißbach) mit Kohout (Hahnberg), seit 1976
- Horní Hoštice (Ober Gostitz) mit Hundorf, seit 1976
- Javorník (Jauernig) mit Podměstí (Stadtgrund), Račí Údolí (Krebsgrund) und Ves Javorník (Dorf Jauernig)
- Travná, früher Krutvald (Krautenwalde), seit 1960
- Zálesí (Waldek) mit Černý kout (Schwarzberghäuser), seit 1960s

Grundsiedlungseinheiten sind Bílý Potok, Horní Hoštice, Hundorf, Kohout, Město Javorník, Podměstí, Račí Údolí, Travná, Ves Javorník und Zálesí.
Das Gemeindegebiet gliedert sich in die Katastralbezirke Bílý Potok, Horní Hoštice, Hundorf, Javorník-město, Javorník-ves, Travná u Javorníka und Zálesí u Javorníka. Zwischen 1985 und 1990 waren auch Uhelná (Sörgsdorf) und Vlčice (Wildschütz) nach Javorník eingemeindet.

## Sehenswürdigkeiten
- Schloss Jánský Vrch (Schloss Johannesberg)
- Wohnhaus von Carl Ditters von Dittersdorf, der 1769–1794 in Jauernig wohnte und ab 1773 Hauptmann von Freiwaldau war.
- Denkmal für Carl Ditters von Dittersdorf und Fürstbischof Philipp Gotthard von Schaffgotsch
- Die Dreifaltigkeitskirche wurde 1715–1725 nach Plänen des bischöflichen Baumeisters Michael Klein aus Neisse erbaut. In ihr befinden sich Bildsäulen der Bildhauer Hartmann und Ludwig aus Wartha. Der Hauptaltar wurde von Ulrich Schweigl aus Brünn entworfen und gestaltet, das Altargemälde ist ein Werk des Malers Anton Kraus aus Frankenstein. Die Marienkapelle wurde 1755 an die Kirche angebaut. Beim Stadtbrand von 1825 wurde die Kirche schwer beschädigt; das Feuer zerstörte den Turm, den Chor mit der Orgel und einen Teil des Daches. Das Bauwerk wurde zunächst nur durch eine Notreparatur gesichert. Im Jahre 1866 erfolgte der Wiederaufbau durch den örtlichen Zimmer- und Baumeister Alois Utner.
- Auf dem Markt befindet sich eine Mariensäule von 1723 und eine Statue des böhmischen Landesheiligen Johannes Nepomuk aus dem Jahre 1812.
- Die Kreuzkirche war die Dorfkirche des Dorfes Jauernig. Sie wurde bereits im 13. Jahrhundert erbaut. Ihr Hauptportal ist identisch mit dem der Kirche in Großrauden (polnisch Rudy). Nach 1900 erfolgte ein Umbau und die Sanierung der Kirche. In ihrem Innern befindet sich ein Altar von Raimund Kutzer aus der Zeit des Umbaus. Die Gemälde des Kreuzwegs schuf 1730 der Breslauer Maler Johann Jacob Eybelwieser.
- Gegenüber der Kirche befindet sich ein Burghügel, an dem im 20. Jahrhundert archäologische Grabungen erfolgten. Durch die Funde zeigte sich, dass diese Burg 1428 durch die Hussiten zerstört worden war.

In der Umgebung:
- Die Ruine der Burg Rychleby (Reichenstein) liegt vier Kilometer von Javorník entfernt. Über diese Burg liegen keinerlei schriftliche Nachweise vor, auch ihr ursprünglicher Name ist unbekannt. Vermutlich wurde die nach dem Gebirge benannte Ruine nach 1250 als Schutzburg für die durch den Krebsgrund (Račí údolí) verlaufende alte Königs- und Handelsstraße von Neisse über Glatz nach Königgrätz und Prag und die Bergwerke im Reichensteiner Gebirge angelegt.
- Das Ödschloss (Pustý zámek) war eine weitere Befestigungsanlage am Krebsgrund. Seine Reste befinden sich auf einem unzugänglichen Felsplateau.
- Čertovy kazatelny (Teufelskanzel), Felsformation über dem Krebsgrund.
- Tančírna (Georgs Halle), Jugendstil-Ausflugslokal am Eingang zum Krebsgrund

## Einwohnerentwicklung
| Jahr | Einwohner | Anmerkungen                                                          |
| ---- | --------- | -------------------------------------------------------------------- |
| 1834 | 1695      | in 204 Häusern                                                       |
| 1900 | 2135      | zusammen mit dem benachbarten Dorf Jauernig 3.095 deutsche Einwohner |
| 1930 | 3067      | [ 8 ]                                                                |
| 1939 | 2932      | [ 8 ]                                                                |

## Persönlichkeiten
- Philipp Gotthard von Schaffgotsch (1716–1795), Fürstbischof von Breslau, Schloss Johannesberg wurde sein Exilsitz
- Carl Ditters von Dittersdorf (1739–1799), Komponist und Begründer der deutschen komischen Opern, lebte hier und schrieb auf dem Schloss Johannesberg die Oper Arzt und Apotheker
- Johann Nepomuk Rust (1775–1840), Chirurg, erster Gesundheitsminister Preußens wurde hier geboren
- Joseph Freiherr von Eichendorff (1788–1857), Dichter der Romantik war oft in Jauernig zu Gast
- Josef Christian von Zedlitz (1790–1862), Dichter, geboren auf Schloss Johannesberg
- Franz Florian Goebel (1802–1873), deutscher Politiker, Mitglied der Frankfurter Nationalversammlung
- Alois Utner (1823–1891), Zimmer- und Baumeister
- Friedrich Wilhelm Helle (1834–1901), deutscher Dichter, schrieb auf Schloss Johannesberg an seinem Hauptwerk Jesus Messias
- Amandus Schölzig (1836–1900), Augustiner-Chorherr, Trappist, Abt und Missionar
- Wilhelm Tinter (1839–1912), Astronom, Geodät
- Emil Rochowanski (1845–1908), österreichischer Jurist und Politiker
- Emil Sax (1845–1927), Nationalökonom, Hochschullehrer und Politiker
- Alois Utner junior (1857–1908), Baumeister
- Kardinal Adolf Bertram (1859–1945), Erzbischof von Breslau, verstorben auf Schloss Johannesberg
- Johann Schwarzer (1880–1914), Fotograf, Filmregisseur und Filmproduzent
- Herbert Utner (1887–1968), Baumeister

### Ehrenbürger
- 28. Februar 1935: Tomáš Garrigue Masaryk, Staatspräsident[9]